# 鄭春岸
鄭春岸（1913年2月20日—1994年7月2日），越南共和國法官、大學講師。曾任越南共和國最高法院法官。

## 生平
1913年2月20日，鄭春岸出生於越南北寧。
1955年，於西貢大學法學院取得法學博士學位。1956年至1962年任西貢上訴法院法官。1961年至1963年任治安法官最高委員會成員。1962年至1963年任西貢上訴法院刑事辦公室主席。1968年擔任參議院法律專家。1968年起任越南共和國最高法院法官。曾任最高法院護憲委員會主席。
1959年起任西貢大學法學院講師。
1975年越南共和國政權滅亡後，鄭春岸被共產黨關入再教育營，健康狀況惡化。
在他的兒子鄭春順和法國政府的影響下，鄭春岸被釋放並獲准前往法國與家人團聚。
1994年7月2日，鄭春岸在法國逝世。

## 個人生活
鄭春岸是佛教徒。
鄭春岸有一個同父異母的哥哥鄭春界（Trịnh Xuân Giới）越戰期間在北越，曾任團中央學校校長、越共中央民运部副部长等职务。
鄭春岸之子鄭春順是著名美籍越南裔天体物理学家、科普作家。